# Ghotki (Distrikt)
Der Distrikt Ghotki ist ein Verwaltungsdistrikt in Pakistan in der Provinz Sindh. Sitz der Distriktverwaltung ist die gleichnamige Stadt Ghotki.
Der Distrikt hat eine Fläche von 6083 km² und nach der Volkszählung von 2017 1.646.318 Einwohner. Die Bevölkerungsdichte beträgt 271 Einwohner/km². Im Distrikt wird zur Mehrheit die Sprache Sindhi gesprochen.

## Lage
Der Distrikt befindet sich im Norden der Provinz Sindh, die sich im Südosten von Pakistan befindet. Der Distrikt grenzt an die Provinz Punjab und an Indien.

## Verwaltungsgliederung
Der Distrikt ist administrativ in fünf Tehsil unterteilt:
- Mirpur Mathelo
- Daharki
- Ghotki
- Ubauro
- Khangarh

## Demografie
Zwischen 1998 und 2017 wuchs die Bevölkerung um jährlich 2,82 %. Von der Bevölkerung leben ca. 25 % in städtischen Regionen und ca. 75 % in ländlichen Regionen. In 296.670 Haushalten leben 849.226 Männer, 797.051 Frauen und 41 Transgender, woraus sich ein Geschlechterverhältnis von 106,7 Männer pro 100 Frauen ergibt und damit einen für Pakistan häufigen Männerüberschuss.
Die Alphabetisierungsrate in den Jahren 2014/15 bei der Bevölkerung über 10 Jahren liegt bei 51 % (Frauen: 20 %, Männer: 60 %) und damit unter dem Durchschnitt der Provinz Sindh von 60 %.
| Jahr | Einwohnerzahl |
| ---- | ------------- |
| 1972 | 401.318       |
| 1981 | 558.058       |
| 1998 | 968.797       |
| 2017 | 1.646.318     |